# Монтуфар, Хуан Пио де

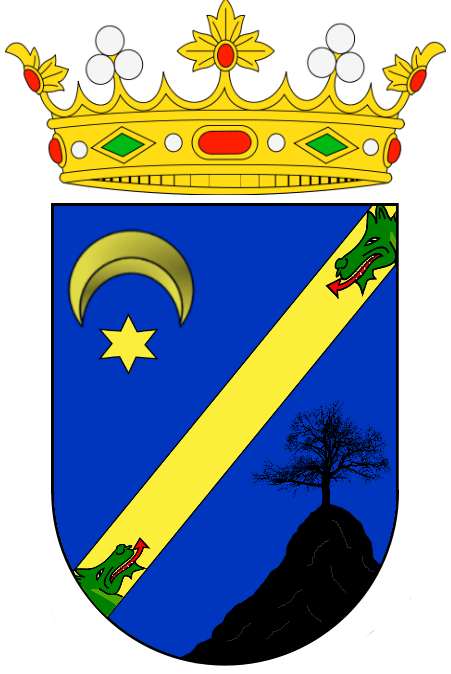
Герб Хуана Пио де Монтуфара

Хуан Пио де Монтуфар-и-Ларреа-Зурбано (исп. Juan Pío de Montúfar y Larrea-Zurbano; 29 мая 1758, Кито — 3 октября 1818, Алькала-де-Гуадаира) — маркиз де Сельва Алегре, государственный и политический деятель периода борьбы за независимости от Испании в Латинской Америке, президент Верховной хунты, первого в Латинской Америке независимого от Испании правительства, созданного 10 августа 1809 года в г. Кито в результате патриотического движения в вице-королевстве Новая Гранада, возникшего после наполеоновского вторжения в Испанию и начала Пиренейской войны, что и стало началом революционного процесса, который продолжался до 1812 г.
Отсутствие поддержки со стороны народных масс, разногласия среди членов самой хунты, а также оппозиция губернаторов ряда департаментов привели к свертыванию движения.
В октябре 1809 года Монтуфар отказался от поста президента; хунта была распущена.
В 1818 году колониальные власти выслали его в Испанию, где он и умер.

## Награды
- Кавалер Ордена Карлоса III
- Кавалер Большого креста национального ордена Сан-Лоренсо.